# 薩治利·安達臣
薩治利·安達臣（英語：Zachary Anderson，1991年4月30日—），是一名澳洲職業足球員，司職中堅，現效力馬超球會霹靂。
早年效力於黃金海岸聯，雖然上陣機會不多，但該會解散後轉會中岸水手卻大幅增加其上陣機會。

## 外部連結
- 中岸水手官網 球員資料 （页面存档备份，存于）
- soccerway的中岸水手資料庫 （页面存档备份，存于）